# Rapone
Rapone är en ort och kommun i provinsen Potenza i regionen Basilicata i Italien. Kommunen hade 952 invånare (2017).